# Labrys

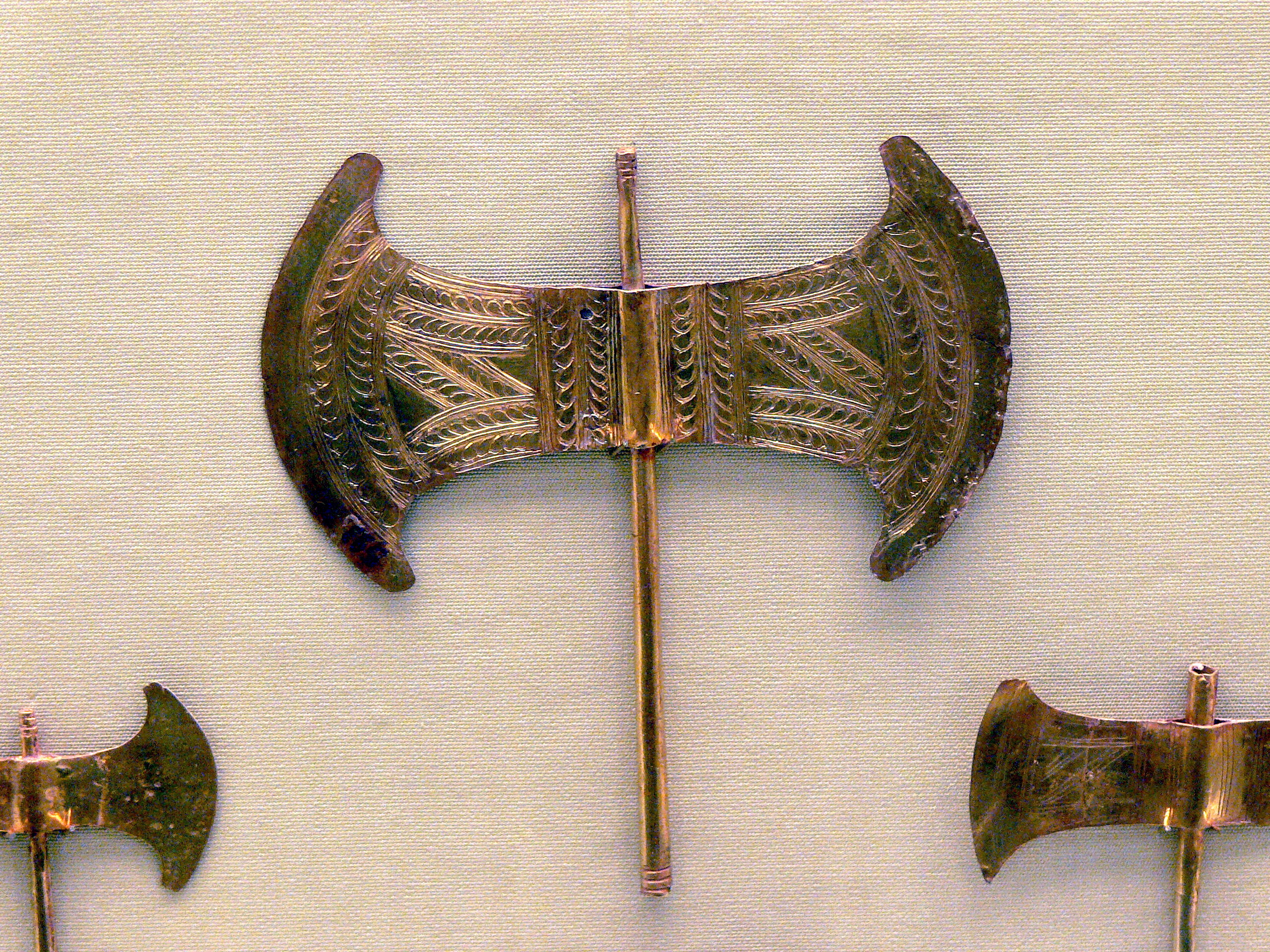
Une double hache minoenne dorée et ornée, souvent appelée faussement labrys.

Labrys comme symbole moderne.

Le labrys est une hache à double tranchant (bipenne) dont le symbole fut utilisé par diverses cultures depuis au moins l'âge du bronze. 

## Figurations antiques
Dans l'Antiquité il est notamment associé à la civilisation minoenne, aux Amazones, aux Lydiens. Il est l'un des attributs du dieu syncrétique Jupiter Dolichenus. Il apparaît comme motif ornemental dans les mosaïques.

## Symboles modernes
Au XXe siècle, il a été utilisé comme symbole par des régimes à tendance fascisante, par exemple le régime de Vichy (confondu avec la francisque) en France et le régime du 4-Août en Grèce. À la fin de ce siècle, il est utilisé dans d'autres contextes, par exemple comme symbole du pouvoir matriarcal et féminin.

Symbole du régime de Vichy (1940-1944).
Drapeau de l'Organisation nationale de la Jeunesse (Grèce, à partir de 1937).
Drapeau du Movimento Politico Ordine Nuovo (Italie, à partir de 1969).
Drapeau de fierté du mouvement féministe lesbien (monde occidental, à partir de 1999).